# Franc Bernard Fischer
Franc Bernard Fischer, teolog, član ljubljanske akademije delavnih, * 15. maj 1662, Ljubljana, † 14. april 1715, Ljubljana.

## Življenje in delo
Bil je spovednik pri dunajskih uršulinkah, župnik v Zwettlu v Spodnji Avstriji, postal 1703 passavski cerkveni svetovalec in župnik v Badnu pri Dunaju, 1704 kanonik v Ljubljani, kjer je  14. aprila 1715 umrl. Napisal in izdal je: Demonstratio mathematica, qua ostenditur civitatem Budensem facillime a Christianis recuperari posse (Celovec, 1684); Canciones variae (Dunaj, 1687); Lignum vitae fluvio aquae vivae irrigatum (Dunaj, 1701); Fasces praetoriales sive honoris iudicii et iustitiae applausus (Ljubljana, 1702); Flores ACaDeMICI AeMonae DeCerptI DeDICatI Laurentio Hueber Ljubljana, 1702); Novitiatus sacerdotum saecularium (Dunaj, 1703); Insignis solemnitatis dies (Ljubljana,1706); Vaticinium de Aug. Imperatore Carolo VI. (Ljubljana, 1712). Neznano je, kje in kdaj  sta izšla njegova spisa: Terra melle et lacte fluens in Lux mundi seu cognitio omnium statuum mundi. 